# Сопіт (Стрийський район)
Со́піт — село в Україні, у Сколівській міській громад, Стрийського району Львівської області. Населення становить 722 особи. Орган місцевого самоврядування — Сколівська міська рада.

## Географія
Через село тече річка Сопіт.

## Населення
Згідно з переписом УРСР 1989 року чисельність наявного населення села становила 849 осіб, з яких 411 чоловіків та 438 жінок.
За переписом населення України 2001 року в селі мешкало 698 осіб. 100 % населення вказало своєю рідною мовою українську.

## Назва
Побутує кілька версій походження назви села. Існує легенда, згідно з якою засновником села був чоловік, що звався Сопко. Під час нападу ворогів на давньоруську фортецю Тустань, він разом зі своєю родиною врятувався втечею, перебравшись через річку Стрий. На притоці Стрия він заснував село, яке згодом назвали на його честь Сопотом. В селі існує місцина, що зветься «Сопковим городом».
Згідно з іншою версією, назва села пов'язана з річкою, що протікає через нього (потік Сопотянка). Вона має гірський характер, багато перекатів, порогів, що створює значний шум «шепіт» або «шопіт», від цих слів і утворилось «Сопіт». Також на південь від села розташований водоспад Сопіт.

## Культові споруди

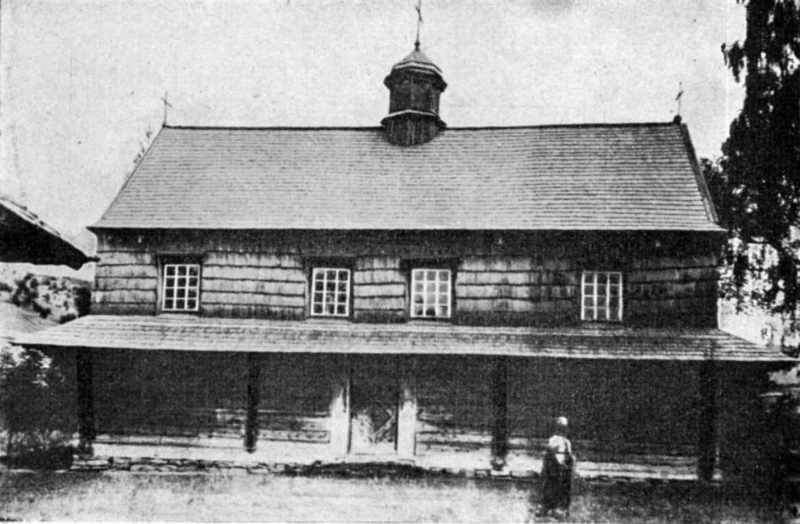
Церква св. Архистратига Михайла. Загальний вигляд. 1937. Згоріла у 2009.

Раніше в селі Сопіт була старовинна Церква св. Архистратига Михайла (збудована 1836 р.). Вона належала до тридільних однозрубних церков, відомих під назвою «хатній тип». Однак 14 лютого 2009 року храм згорів. Та парафіяни під час пожежі врятували богослужбові речі, престол та деякі ікони. На жаль, вогонь знищив храм та старовинний іконостас, який не вдалося врятувати.

## Історія
В селі перед другою світовою війною був фільварок голландця Пітера Ментена.
У районі Сопоту з 1979 року радянська влада розпочала проєкт будівництва «Карпатського моря». Але у середині 1980-х років проєкт було закрито.

## Археологічні розвідки
Село Сопіт відоме своїми археологічними розвідками могильників неоліту та бронзи. Досліджувалися 1972 року Прикарпатською експедицією Інституту суспільних наук АН УРСР (Л. Крушельницька). Відкрито 80 поодиноких, парних та групових тілопальних поховань в урнах. Поховання складалися з урн, накритих каменями або мискою, та приставленого посуду. Лише у двох похованнях було знайдено бронзові браслети. Виділяється поховання 26-те, яке складалося з 26-ти урн. До комплексу ритуального посуду входять горщики, амфори, миски. Деякі форми кераміки, її оформлення тяжіють до лужицької культури. Датується XX—VIII ст. до н. е.

## Відомі люди
Народилися
- Кметик Володимир Іванович — керівник і власник телеканалу «Малятко TV», директор анімаційної студії «Фрески».

Померли
- Гоцій Василь — керівник Жовківського повітового проводу ОУНР, Лицар Срібного хреста заслуги УПА.